# オナガイヌワシ

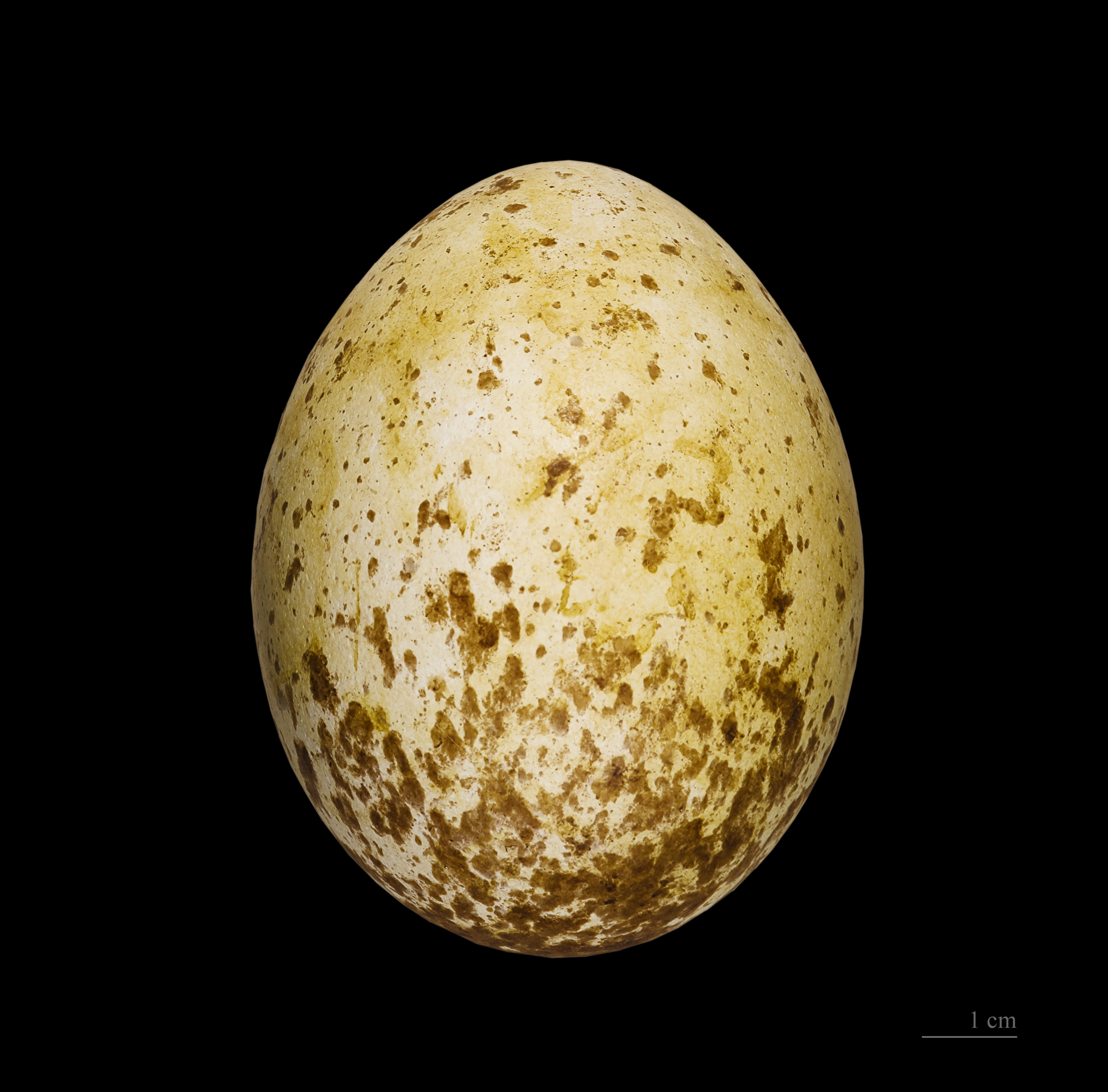
卵

オナガイヌワシ（尾長犬鷲、学名：Aquila audax）は、タカ目タカ科イヌワシ属に分類される鳥類の一種。

## 生息地
オーストラリア、ニューギニア島南部

## 亜種
Aquila audax audax: 基亜種。オーストラリア大陸、ニューギニア島南部に生息。
Aquila audax fleayi(Tasmanian Wedge-tailed Eagle):タスマニア島亜種。オーストラリアおよびタスマニア州政府により、絶滅危惧種に指定されている。

## 形態
オーストラリア最大の猛禽類であり、体長81-110cm、体重2.0-5.5kg、翼開長190-280cm。雌雄同色で、濃褐色。オスよりもメスの方が大きい。尾羽はくさび形（菱形）をしている。
Aquila audax fleayi:タスマニア亜種は、体長が100-110cm、翼開長が190-230cm、体重が3.5-5.5kg。

## 生態
ソアリングをしながら動物の死骸、ノウサギ、ワラビー、カンガルー、ディンゴなどの獲物を探し、急降下して捕らえる。
また、この種は複数で狩りを行うことが知られており、地上や地上近くから獲物の気を引いているうちに、他の個体が上空から攻撃を行う。しかし、近年はノウサギの移入や、カンガルー類の交通事故死により、餌が手に入れやすくなったことから、グループで狩りを行うことが減っている。